# 가정과 세상
가정과 세상(Ghare-Baire, The Home And The World)은 인도에서 제작된 사티야지트 레이 감독의 1984년 영화이다. 수미트라 샤터지 등이 주연으로 출연하였다.

## 출연

### 주연
- 수미트라 샤터지
- 빅터 배너지

### 조연
- 제니퍼 켄달